# پاپانوفکا
پاپانوفکا (انگلیسی: Papanovka) یک شهرک در شهرستان شارانسکی استان باشقیرستان کشور روسیه است.